# Вилхелм I (Насау)
Вилхелм I Георг Август Хайнрих Белгикус фон Насау (на немски: Wilhelm Georg August Heinrich Belgicus zu Nassau; * 14 юни 1792, Кирххаймболанден; † 20 август 1839, Кисинген) е от 1816 до 1839 г. 2. херцог на основаното през 1806 г. Херцогство Насау.

## Биография
Той е големият син на княз Фридрих Вилхелм фон Насау-Вайлбург (1768 – 1816) и съпругата му Луиза Изабела фон Кирхберг (1772 – 1827), дъщеря на бургграф Вилхелм Георг фон Кирхберг, граф фон Сайн-Хахенбург, и графиня Елизабет Августа Ройс-Грайц. Брат е на принц Фридрих Вилхелм (1799 – 1845) и на Хенриета (1797 – 1829), от 1815 г. съпруга на ерцхерцог Карл Австрийски (1771 – 1847), син на император Леополд II.
Вилхелм I наследява през 1816 г. баща си и чичо си княз и херцог Фридрих Август фон Насау-Узинген.
Той умира от удар на 20 август 1839 г. по време на лечение в Кисинген. Погребан е във Вайлбург.

## Фамилия
Първи брак: на 24 юни 1813 г. в Хилдбургхаузен с принцеса Луиза фон Саксония-Хилдбургхаузен (* 28 януари 1794; † 6 април 1825), дъщеря на херцог Фридрих фон Саксония-Хилдбургхаузен и херцогиня Шарлота Георгина Луиза фон Мекленбург-Щрелиц. Бракът е нещастен. Те имат децата:
- Августа Луиза Фридерика Максимилиана Вилхелмина (1814 – 1814)
- Тереза Вилхелмина Фридерика Изабела Шарлота (1815 – 1871), омъжена на 23 април 1837 г. за херцог Петер фон Олденбург (1812 – 1881)
- Адолф I (1817 – 1905), херцог на Насау и велик херцог на Люксембург, женен I. на 31 януари 1844 г. за велика княгиня Елизабет от Русия (1826 – 1845), II. на 23 април 1851 г. за принцеса Аделхайд Мария фон Анхалт-Десау (1833 – 1916)
- Вилхелм Карл Хайнрих Фридрих (1819 – 1823)
- Мориц Вилхелм Август Карл Хайнрих (1820 – 1850)
- Мария Вилхелмина Луиза Фридерика Хенриета (1822 – 1824)
- Вилхелм Карл Август Фридрих (1823 – 1828)
- Мария Вилхелмина Фридерика Елизабет (1825 – 1902), омъжена 1842 г. за княз Херман фон Вид (1814 – 1864), баба на румънския крал Карол I (1839 – 1914)

Втори брак: на 23 април 1829 век в Щутгарт с принцеса Паулина фон Вюртемберг (* 25 февруари 1810; † 7 юли 1856), дъщеря на херцог Паул фон Вюртемберг и принцеса Шарлота фон Саксония-Хилдбургхаузен. Тя е внучка на крал Фридрих I и племенница на първата му съпруга Луиза. Те имат децата:
- дъщеря (1830 – 1830)
- Хелена фон Насау (1831 – 1888), омъжена на 26 септември 1853 г. за княз Георг Виктор фон Валдек-Пирмонт (1831 – 1893), син на княз Георг II фон Валдек-Пирмонт
- Николаус Вилхелм (1832 – 1905), принц на Насау, генералмайор, женен на 1 юли 1868 г. в Лондон за Наталия Александровна Пушкина, графиня Меренберг (1836 – 1913) дъщеря на поета Александър Пушкин
- София фон Насау (1836 – 1913), омъжена на 6 юни 1857 г. за Оскар II (1829 – 1907), крал на Швеция